# Маклофлин (Јужна Дакота)
Маклофлин (енгл. McLaughlin) град је у америчкој савезној држави Јужна Дакота.

## Демографија
По попису из 2010. године број становника је 663, што је 112 (-14,5%) становника мање него 2000. године.
| Група             | 2000.       | 2010.       |
| Белци             | 317 (40,9%) | 186 (28,1%) |
| Афроамериканци    | 1 (0,1%)    | 0 (0,0%)    |
| Азијати           | 0 (0,0%)    | 6 (0,9%)    |
| Хиспаноамериканци | 37 (4,8%)   | 25 (3,8%)   |
| Укупно            | 775         | 663         |